# Неслихан Атагул
Неслихан Атагул Догулу (тур. Neslihan Atagül Doğulu; Истанбул, 20. август 1992) турска је глумица. Најпознатија је по својој улози Нихан у серији Бескрајна љубав (2015—2017), успешној турској серији, која је емитована у више од 110 земаља и освојила Међународну награду Еми 2017. године. Такође је позната по улози Наре у серији Амбасадорова кћи (2019—2021).

## Филмографија
| Филм       | Филм             | Филм          | Филм           | Филм           |
| Година     | Српски назив     | Изворни назив | Улога          | Напомене       |
| ---------- | ---------------- | ------------- | -------------- | -------------- |
| 2006.      |                  |               | Генч Бахар     | споредна улога |
| 2011.      |                  |               | Зехра          | главна улога   |
| 2015.      |                  |               | Елиф           | главна улога   |
| Телевизија |                  |               |                |                |
| Година     | Српски назив     | Изворни назив | Улога          | Напомене       |
| 2006—2010. | Кад лишће пада   |               | Дениз Басој    | споредна улога |
| 2011.      |                  |               | Мелис          | споредна улога |
| 2011.      |                  |               | Пинар          | главна улога   |
| 2011—2012. |                  |               | Ширин Бакирчи  | главна улога   |
| 2013—2014. |                  |               | Нериман Солмаз | главна улога   |
| 2015—2017. | Бескрајна љубав  |               | Нихан Сезин    | главна улога   |
| 2018.      |                  |               | Билге Корал    | главна улога   |
| 2019—2021. | Амбасадорова кћи |               | Наре Челеби    | главна улога   |